# Бандровский, Томаш
Томаш Бандровский (пол. Tomasz Bandrowski; 18 сентября 1984, Пысковице) — польский футболист, полузащитник.

## Карьера
Карьеру начал в котбусском «Энерги». В первой половине 2008 года был арендован познанским «Лехом», с которым после окончания аренды подписал контракт. С 2012 года — в белостокской «Ягеллонии».

## Матчи в сборной
| Матчи и голы Бандровского за сборную Польши | Матчи и голы Бандровского за сборную Польши | Матчи и голы Бандровского за сборную Польши | Матчи и голы Бандровского за сборную Польши | Матчи и голы Бандровского за сборную Польши | Матчи и голы Бандровского за сборную Польши | Матчи и голы Бандровского за сборную Польши |
| ------------------------------------------- | ------------------------------------------- | ------------------------------------------- | ------------------------------------------- | ------------------------------------------- | ------------------------------------------- | ------------------------------------------- |
| №                                           | Дата                                        | Соперник                                    | Счёт                                        | Голы                                        | Турнир                                      |                                             |
| 1                                           | 6 сентября 2008                             | Словения                                    | 1:1                                         | -                                           | Отборочные матчи ЧМ-2010                    |                                             |
| 2                                           | 28 марта 2009                               | Северная Ирландия                           | 2:3                                         | -                                           | Отборочные матчи ЧМ-2010                    |                                             |
| 3                                           | 9 июня 2009                                 | Ирак                                        | 1:1                                         | -                                           | Товарищеский матч                           |                                             |
| 4                                           | 17 января 2010                              | Дании                                       | 1:3                                         | -                                           | Кубок короля Таиланда 2010                  |                                             |
| 5                                           | 20 января 2010                              | Таиланд                                     | 3:1                                         | -                                           | Кубок короля Таиланда 2010                  |                                             |
| 6                                           | 23 января 2010                              | Сингапур                                    | 6:1                                         | -                                           | Кубок короля Таиланда 2010                  |                                             |
| 7                                           | 4 сентября 2010                             | Украина                                     | 1:1                                         | -                                           | Товарищеский матч                           |                                             |